# Partido judicial de Moncada
El partido judicial de Moncada es uno de los dieciocho partidos judiciales de la provincia de Valencia; en concreto se trata del partido judicial n.º 13 de la provincia de Valencia.
El ámbito territorial, que viene regulado por el Real Decreto 529/1983, de 9 de marzo, comprende los municipios de:
- Albalat dels Sorells
- Alboraya
- Alfara del Patriarca
- Almácera
- Bonrepós y Mirambell
- Emperador
- Foyos
- Meliana
- Moncada
- Rocafort
- Tabernes Blanques
- Vinalesa